# Choerodon frenatus
 Choerodon frenatus és una espècie de peix de la família dels làbrids i de l'ordre dels cipriniformes que es troba al nord-est d'Austràlia.